# Árbol de la sidra
Árbol de la sidra es el apodo que recibe la escultura urbana Módulo Sícera, una de las más de cien obras de arte que adornan la ciudad asturiana de Gijón, en el norte de España. También conocida por los gijoneses con el sobrenombre de El arbolón, está erigida en la calle Claudio Alvargonzález, vía situada en el barrio de Cimadevilla frente al puerto deportivo.

## Descripción
Se trata de una obra impulsada por Emulsa, la empresa pública encargada del mantenimiento y limpieza de la ciudad, mediante un concurso celebrado en 2013 y ganado por el estudio de arquitectura Labaula Arquitectos.
Está compuesta por 3200 botellas de Sidra asturiana recicladas y fue concebida con un doble objetivo: concienciar de la necesidad del reciclaje entre la población y potenciar un producto con denominación de origen como es la Sidra de Asturias. 
En un primer momento se planteó como una escultura efímera, con la posibilidad de ser retirada y vuelta a montar según la ocasión, pero en la actualidad es de carácter permanente, estando su espacio arrendado por el ayuntamiento a la autoridad portuaria y siendo un reclamo turístico más de la ciudad.
Debido a su ubicación, en un espacio al lado del mar Cantábrico y muy cerca de algunas de las principales zonas de ocio nocturno de la ciudad, ha sufrido actos vandálicos en más de una ocasión, siendo necesario llevar a cabo su reparación en varios momentos.